# خليج لنغاين

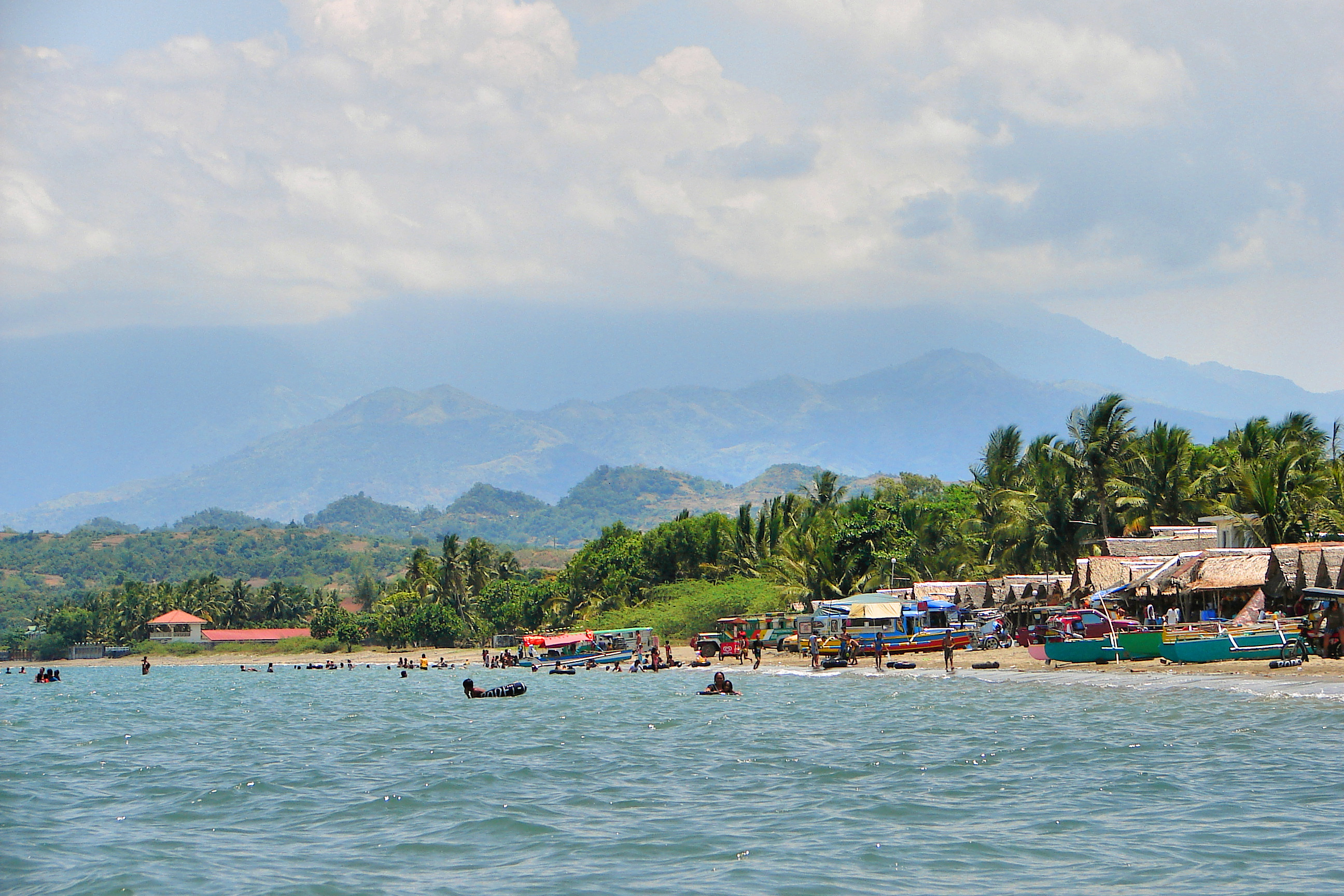
صورة لخليج لنغاين، بالخلفية تتواجد جبال كورديليرا الوسطى

خليج لنغاين هو خليج كبير يوجد شمال غرب لوزون بالفلبين، تبلغ مساحته 56 كلم². تحيط بالخليج كل من ولاية بانغاسينان وولاية لا يونيون إضافة إلى وقوعه بين جبال زامبالز وجبل كورديليرا. كما يصب نهر الأنغو بخليج لنغاين.

## أعلام
- يونغ باسي